# Collegio di Chester North and Neston
Chester North and Neston è un collegio elettorale situato nel Cheshire, nel Nord Ovest dell'Inghilterra, e rappresentato alla Camera dei Comuni del Parlamento del Regno Unito. Elegge un membro del Parlamento con il sistema first-past-the-post, ossia maggioritario a turno unico; l'attuale parlamentare è Samantha Dixon del Partito Laburista, che rappresenta il collegio dal 2024.

## Estensione
Il collegio è costituito dai seguenti ward del borgo di Cheshire West and Chester: Blacon, Chester City and the Garden Quarter, Great Boughton, Little Neston, Neston, Newton and Hoole, Parkgate, Saughall and Mollington, Upton e Willaston and Thornton.
Il collegio copre la maggior parte, e sostituisce, il precedente collegio di City of Chester, e comprende le aree di Chester a nord del fiume Dee, incluso il centro cittadino. Si estende verso nord per comprendere la città di Neston, in precedenza parte del collegio di Ellesmere Port and Neston, che è stata abolita.

## Membri del parlamento
| Elezione | Elezione | Deputato       | Partito   |
| -------- | -------- | -------------- | --------- |
|          | 2024     | Samantha Dixon | Laburista |

## Risultati elettorali

### Elezioni negli anni 2020
| Partito                    | Partito                                      | Candidato                  | Risultati 4 luglio 2024 | Risultati 4 luglio 2024 |
| Partito                    | Partito                                      | Candidato                  | Voti                    | %                       |
| -------------------------- | -------------------------------------------- | -------------------------- | ----------------------- | ----------------------- |
|                            | Laburista                                    | Samantha Dixon             | 22 258                  | 49,80                   |
|                            | Conservatore                                 | Simon Eardley              | 10 388                  | 23,24                   |
|                            | Reform UK                                    | Nicholas Goulding          | 5 870                   | 13,13                   |
|                            | Verde                                        | Nick Brown                 | 4 102                   | 9,18                    |
|                            | Lib Dem                                      | Stephen Gribbon            | 2 076                   | 4,64                    |
|                            |                                              |                            |                         |                         |
| Iscritti                   | Iscritti                                     | Iscritti                   | 70 215                  | 100,00                  |
| ↳ Votanti (% su iscritti)  | ↳ Votanti (% su iscritti)                    | ↳ Votanti (% su iscritti)  | 44 910                  | 63,96                   |
| ↳ Astenuti (% su iscritti) | ↳ Astenuti (% su iscritti)                   | ↳ Astenuti (% su iscritti) | 25 305                  | 36,04                   |
|                            |                                              |                            |                         |                         |
|                            | Esito: collegio a Laburista (nuovo collegio) |                            |                         |                         |